# Лий Хюн
Лий Хюн (на корейски: 이현), е южнокорейски певец. Той дебютира през 2007 г. като член на co-ed вокалната група „8Eight“, която се разпада през 2014 г. Той е и член на дуетът „Homme“ от 2010 г. до 2018 г. Понастоящем е соло артист към „Big Hit Entertainment“.

## Кариера
Лий Хюн издава първия си солов сингъл албум на 9 септември 2009 г. Първата песен „30분전“ („30 Minutes Ago“) е дует с Lim Jeong-hee, третата и последната композирани от Bang Shi Hyuk за трилогията „Goodbye“ след „총 맞은 것처럼“ („Like Being Hit By a Bullet“) на Baek Ji-young и „심장이 없어“ („Without a Heart“) на 8Eight. Музикалното видео е издадено в същия ден, в който е и албумът, в главната роля актрисата Sunwoo Sun. Той първо изпълнява „30 Minutes Ago“ на Music Bank на 11 август 2009 г.
На 16 ноември 2009 г., той участва в оригиналния саундтрак на „천하무적 이평강“ („Invincible Lee Pyung Kang“) с песента „천하무적 이평강“ („Breath“).
През 2010 г. работи и с Changmin от 2AM да продуцира екипа, кръстен „Homme“. Те излизат със сингъла „I Was Able To Eat Well“ с участието на Lee Chae-young. Лий Хюн участва в оригиналния саундтрак на „대물“ („Daemul“), с песента „왜 나를 울려요“ („Why Make Me Cry“). През 2012 г. издава първия си пълен солов албум 'The Healing Echo'.
На 8 октомври 2012 г. постъпва за задължителна военна служба от пет седмици начално обучение, последвано от редовна военна служба в продължение на 21 месеца. През януари 2013 г. Лий участва във военния мюзикъл The Promise. Той е копродуциран от Министерството на националната отбрана и Асоциацията за музикален театър в Корея в чест на 60-годишнината от подписването на примирие. Провежда се от 9 до 20 януари в Националния театър на Корея, с участието на актьорите Джи Хон-уо, Ким Му-йоол, Юнг Тае-уо; както и певците Leeteuk от Super Junior и Yoon Hak от Supernova.
През февруари 2018 г. Homme се разпадат и Лий Хюн продължава като солов изпълнител. На 28 юни 2019 г. той участва в оригиналния саундтрак на BTS World с песента „You Are Here“.